# Ludovico Jacobilli
Ludovico Jacobilli (Roma, 13 giugno 1598 – Foligno, 13 marzo 1664) è stato un presbitero e storico italiano.

## Biografia
Studia prima a Foligno, poi al Collegio Romano dei Gesuiti a Roma e si laurea infine in diritto civile e canonico all'Università di Perugia.
Successivamente si trasferisce a Foligno e nel 1622 diventa sacerdote. Nel 1652 si reca a Nocera Umbra per la visita pastorale di quella diocesi, ordinata dal vescovo Mario Montani Cobellucci.
Appassionato di cultura, viaggia molto, visita biblioteche, acquista libri per la sua biblioteca privata e raccoglie una gran mole di informazioni; tra le sue opere ricordiamo: Vite de' Santi e Beati di Foligno, i tre tomi delle Vite de' Santi e Beati dell'Umbria, il Discorso della città di Foligno, di Nocera e sua diocesi... discorso historico e Bibliotheca Umbriae.
È del 1654 l'Inventario dei libri di me Ludovico Jacobilli, da cui risultano 7.560 opere e manoscritti. Nel 1662 una donazione di Ludovico Jacobilli al seminario vescovile della propria biblioteca privata permette la costituzione della Biblioteca Jacobilli, sita in Foligno e tuttora esistente; la biblioteca contiene 60.000 volumi, 6.870 opuscoli, 85 incunaboli, 1.500 cinquecentine, 1.500 seicentine, molti periodici e 563 manoscritti.

## Opere
- Ludovico Jacobilli, Vite de' santi, e beati di Foligno, Foligno, appresso Agostino Alterij, 1628.
- Ludovico Jacobilli, Discorso della città di Foligno, cronologia de' vescovi, governatori e podestà, Foligno, Forni, 1646.
- Ludovico Jacobilli, Vite de' Santi et beati dell'Umbria, vol. 1, Foligno, appresso Agostino Alterij, 1647.
- Ludovico Jacobilli, Vite de' Santi et beati dell'Umbria, vol. 2, Foligno, appresso Agostino Alterij, 1656.
- Ludovico Jacobilli, Vite de' Santi et beati dell'Umbria, vol. 3, Foligno, appresso Agostino Alterij, 1661.
- (LA) Ludovico Jacobilli, Bibliotheca Umbriae, seu De scriptoribus provinciae Umbriae, Foligno, apud Augustinum Alterium, 1658.